# صخور السيال
صخور السيال هي الوشاح الخارجي من القشرة الأرضية وصخوره، وهي غنية بمادة السيلكا، التي تكون حوالي 70% الألومنيوم، وهي السائدة في جسم القارات، وهي فوق صخور السيما (الوشاح أسفل السيال وصخوره تقل فيها نسبة السليكا الي حوالي 45% ولكنها هي السائدة ويليها المغنسيوم)، هذه تكون قيعان المحيطات وتمتد تحت القارات الي اعماق كبيرة خلال حقب الحياة القديمة.